# Chiesa della Madonna del Giglio
La chiesa della Madonna del Giglio è una chiesa rupestre di Matera.

## Descrizione
L'altare è collocato all'interno di una nicchia posta sul fondo dell'aula.
All'ingresso vi è un arco dal sesto abbassato e dalla cornice profonda, sul quale è scolpita una croce equilatera.
La chiesa ha una pianta rettangolare con una banchina che corre lungo tutto il perimetro.
Degli affreschi, ormai quasi interamente svaniti, rimane soltanto: il festone floreale, che corre lungo il margine del soffitto; una Madonna in trono con Bambino in grembo venerata da due arcangeli nella lunetta absidale ed una serie di gigli rossi stilizzati.